# Municipio de Lyon (condado de Decatur)
El municipio de Lyon (en inglés: Lyon Township) es un municipio ubicado en el condado de Decatur en el estado estadounidense de Kansas. En el año 2010 tenía una población de 13 habitantes y una densidad poblacional de 0,14 personas por km².

## Geografía
El municipio de Lyon se encuentra ubicado en las coordenadas 39°36′40″N 100°20′55″O / 39.61111, -100.34861. Según la Oficina del Censo de los Estados Unidos, el municipio tiene una superficie total de 93.01 km², de la cual 93,01 km² corresponden a tierra firme y (0 %) 0 km² es agua.

## Demografía
Según el censo de 2010, había 13 personas residiendo en el municipio de Lyon. La densidad de población era de 0,14 hab./km². De los 13 habitantes, el municipio de Lyon estaba compuesto por el 100 % blancos. Del total de la población el 0 % eran hispanos o latinos de cualquier raza.